# Jászlóapátszentmihály
Jászlóapátszentmihály (szlovákul: Jaslovské Bohunice) község Szlovákiában, a Nagyszombati kerületben, a Nagyszombati járásban. Jászló (Jaslovce), Apátszentmihály (Bohunice) és Pagyár (Paderovce) falvak egyesítése révén jött létre.

## Fekvése
Nagyszombattól 13 km-re északra fekszik.

## Története
Apátszentmihályt 1113-ban, Pagyárt 1333-ban, Jászlót 1438-ban említik először. A mai község területén a középkorban több birtokos osztozott. A legrégibb forrás szerint a zobori Szent Hippolit kolostor a terület birtokosa. Később II. András királytól Sebes nyitrai magiszter kapja meg, majd 1258-ban IV. Béla oklevele Zochudot és Serefelt erősíti meg birtokában. Plébániáját 1397-ben, az esztergomi káptalan oklevelében említik először, első ismert papja András volt. A 16. századtól legnagyobb birtokosai a Pálffyak voltak.
A trianoni békeszerződésig mindhárom falu Pozsony vármegye Nagyszombati járásához tartozott.
Előbb Jászlót és Apátszentmihályt egyesítették 1958-ban, 1959-től a mai szlovák név alatt. 1975-ben Pagyárt (Paderovce) és Alsóradost is hozzácsatolták. Utóbbi 1990-ben különvált.

## Népessége
| Év:            | 1994. | 2004.    | 2014.    | 2024.    |
| -------------- | ----- | -------- | -------- | -------- |
| Emberek száma: | 1656  | 1848     | 2124     | 2433     |
| Eltérés:       |       | +11,59 % | +14,93 % | +14,54 % |

| Év:            | 2023. | 2024.   |
| -------------- | ----- | ------- |
| Emberek száma: | 2415  | 2433    |
| Eltérés:       |       | +0,74 % |

1910-ben Jászlónak 576, Apátszentmihálynak 500, Pagyárnak 343, túlnyomórészt szlovák lakosa volt. 2001-ben 1690 lakosából 1654 szlovák volt. 2011-ben 2011 lakosából 1787 szlovák.[forrás?]

## Nevezetességei
- Jászló mellett fekszik a Bohunicei atomerőmű.
- Apátszentmihály Mihály arkangyal tiszteletére szentelt római katolikus temploma 1832 és 1836 között épült, később oldalkápolnával bővítették. Főoltára 1871-ben, orgonája 1841-ben készült.
- Neobarokk kastélyát 1787-ben Dezasse Ferenc építtette, akinek 1825-ben épített sírboltja a temetőben látható.
- Pagyár Szent Márton templomát 1762-ben Erdődy Kristóf még kápolnának építtette. Eredetileg egyhajós, fa harangtornyos épület volt. A kápolnát 1848-ban klasszicista stílusú templommá bővítették.
- Plébániája eredetileg 16. századi. 1993 és 1995 között a község új, korszerű plébániát épített.
- Jászló legrégibb műemléke az 1773-ból származó Pietà-szobor, Szent Vendel szobra 1798-ban készült.
- Pagyáron a Szent Anna és Mária a Gyermekkel szobor 1791-ben, a Szűz Mária a Gyermekkel szobor 1794-ben készült.